# Bianco della Val di Nievole Vin Santo
Il Bianco della Val di Nievole Vin Santo è un vino DOC la cui produzione è consentita nella provincia di Pistoia.

## Caratteristiche organolettiche
coloredal paglierino all'ambrato più o meno fulvo.
odoreintenso, etereo, tipico.
saporearmonico, morbido con retrogusto amarognolo caratteristico.

## Storia
La revisione del disciplinare della DOC Bianco della Valdinievole, ha portato al nuovo disciplinare e alla modifica del nome della DOC divenuta adesso "DOC Valdinievole". Il nuovo Disciplinare è stato infatti ufficializzato tramite Decreto del Ministero delle Politiche Agricole Alimentari e Forestali del 30/12/2009, pubblicato sulla Gazzetta Ufficiale n. 24 del 30 gennaio 2010.
Le nuove tipologie di vino previste dal disciplinare sono: 
- Valdinievole bianco,
- Valdinievole bianco superiore,
- Valdinievole rosso,
- Valdinievole rosso superiore,
- Valdinievole sangiovese,
- Valdinievole vinsanto.

## Produzione
Provincia: Pistoia (Comuni della provincia in cui la DOC è presente: Buggiano, Chiesina Uzzanese, Lamporecchio, Larciano, Marliana, Massa e Cozzile, Monsummano Terme, Montecatini Terme, Pescia, Pieve a Nievole, Ponte Buggianese e Uzzano, stagione: il prodotto viene immesso in commercio nel mese di dicembre del terzo anno (partendo a contare dalla data della vendemmia), volume in la produzione ammissibile è di 40,25 hl ad ettaro, pertanto la quantità di vino prodotta del territorio è bassa.